# Ernesto Gutiérrez
Ernesto Gutiérrez Bocono (né le 9 novembre 1927 à Buenos Aires en Argentine et mort le 9 décembre 2006) est un joueur de football international argentin, qui évoluait au poste de milieu de terrain.

## Biographie

### Carrière en sélection
Avec l'équipe d'Argentine, il dispute 23 matchs (pour aucun but inscrit) entre 1947 et 1956. Il figure notamment dans le groupe des sélectionnés lors des Copa América de 1947 et de 1955.

## Palmarès
| Racing Club - Championnat d'Argentine (3) : - Vainqueur : 1949, 1950 et 1951. |  | Argentine - Copa América (2) : - Vainqueur : 1947 et 1955. |